# Biosteres oranensis
Biosteres oranensis är en stekelart som först beskrevs av Fischer 1962.  Biosteres oranensis ingår i släktet Biosteres och familjen bracksteklar. Inga underarter finns listade.